# آذرگندبد
آذرگُشنسپ بد یا به اختصار آذرگُندبد (یونانی:Adergoudounbades) یکی از نجیب‌زادگان برجسته ایرانی دوران ساسانیان، ژنرال و کنارنگ دوران قباد یکم و خسرو انوشیروان پادشاهان ساسانی بود که نامش از طریق تاریخنگار بیزانسی، پروکوپیوس به ما رسیده‌است.

## زندگی‌نامه
آذرگندبد نخست در سال ۴۸۸ میلادی هویدا می‌شود. در آن زمان مرد جوانی بود. به گفته پروکپیوس او پیشتر به عنوان یک سرباز شهرت داشت. در آن سال او به قباد کمک کرد تا علیه عمویش، بلاش، به سلطنت برسد. به عنوان پاداش، قباد او را به جای خویشاوندش گشنسپ داد که اعدام شد، به مقام مهم کنارنگ، فرمانداری ابرشهر (خراسان) رسانید که قلمرو هپتالیان هم ضمیمه آن شده بود.
از آذرگندبد اطلاعات بسیار کمی در طول دهه‌های بعدی بجا مانده به جز آنکه به عنوان یک ژنرال موفقیت‌های بزرگی داشت. پروکوپیوس می‌گوید که او ده قبیلهٔ وحشی را مطیع قوانین پارسیان کرد. آذرگندبد در جنگ آناستازی هم شرکت داشت که به محاصره آمد یا امیدا در سال ۵۰۲ میلادی انجامید.
زمانی که خسرو انوشیروان در سال ۵۳۱ میلادی به تخت پادشاهی نشست، توطئه‌ای شکل گرفت که او را از سریر بزیر بکشند و برادرزاده‌اش قباد، فرزند برادرش جاماسپ (جاماسپ برادرزاده جاماسپ، پادشاه ساسانی) را به سلطنت برسانند. توطئه کشف و متوقف شد. قباد که از دربار دور بود به آذرگندبد پناه برد. انوشیروان دستور فرستاد که آذرگندبد قباد را اعدام کند اما او سرپیچی کرد و او را در نهان نگهداری کرد تا زمانی که آذرگندبد در سال ۵۴۱ میلادی توسط پسر خودش بهرام، به شاه تسلیم شد و او را اعدام کردند. بهرام به تخت پدرش نشست اما شاهزاده قباد به سمت غرب رفت و به امپراتوری بیزانس گریخت.

## پانوشت‌ها
1. ↑  ADERGOUDOUNBADES. (2011). In Encyclopædia Iranica. 'Ādurgundbad, an abbreviation of Ādurgušnaspbad' Retrieved from http://www.iranicaonline.org/articles/adergoudounbades-a-kanarang-eastern-border-margrave-appointed-by-the-sasanian-king-kavad-r
2. ↑  (Martindale، Jones و Morris ۱۹۹۲، صص. ۱۵–۱۶); (Pourshariati ۲۰۰۸، صص. ۲۶۷–۲۶۸).
3. ↑  (Martindale، Jones و Morris ۱۹۹۲، ص. ۱۶).
4. ↑  (Pourshariati ۲۰۰۸، صص. ۱۱۱, ۲۶۸).
5. ↑  ADERGOUDOUNBADES. (2011). In Encyclopædia Iranica. ' he wished to eliminate a rival in the person of his nephew Kavād (Cabades), who was the son of King Kavād’s second eldest son Zames (Procopius 1.23.4). ' Retrieved from
6. ↑  (Martindale، Jones و Morris ۱۹۹۲، صص. ۱۶, ۲۷۶); (Pourshariati ۲۰۰۸، صص. ۲۶۸–۲۶۹); (Greatrex و Lieu ۲۰۰۲، ص. ۱۱۲).